# Reprezentacja Seszeli w piłce nożnej mężczyzn
Reprezentacja Seszeli jest aktualnie (18 maja 2011) najsłabszą drużyną narodową Afryki. Zajmuje ostatnie – 52 – miejsce na czarnym kontynencie. Związek piłkarski został założony w 1979. Członkiem CAF i FIFA została w roku 1986.
Obecnym selekcjonerem kadry Seszeli jest Ralph Jean-Louis.

## Udział wMistrzostwach Świata
- 1930 – 1974 – Nie brały udziału (były kolonią brytyjską)
- 1978 – 1986 – Nie brały udziału (nie były członkiem FIFA)
- 1990 – 1998 – Nie brały udziału
- 2002 – 2022 – Nie zakwalifikowały się.

## Udział wPucharze Narodów Afryki
- 1957 – 1974 – Nie brały udziału (były kolonią brytyjską)
- 1976 – 1986 – Nie brały udziału (nie były członkiem CAF)
- 1988 – Nie brały udziału
- 1990 – Nie zakwalifikowały się
- 1992 – Wycofały się z eliminacji
- 1994 – Nie brały udziału
- 1996 – Wycofały się z eliminacji
- 1998 – Nie zakwalifikowały się
- 2000 – 2002 – Nie brały udziału
- 2004 – 2013 – Nie zakwalifikowały się
- 2015 – Wycofały się z eliminacji
- 2017 – 2023 – Nie zakwalifikowały się